# Wincenty Kadłubek
Wincenty Kadłubek, född omkring 1160 (troligen 1161), död den 8 mars 1223, var en polsk historiker. 
Kadłubek studerade en tid vid universitetet i Bologna och blev 1208 biskop av Krakow. Hans enda berömda verk är en delvis i dialogform avfattad krönika i 4 delar (varav den sista anses särskilt värdefull), tryckt 1612 under titeln Historia Polonica Vincentii Kadlubkonis episcopi Cracoviensis (nya upplagor 1824, 1862, 1864 och i "Monumenta Poloniæ historica", II, 1872; polsk översättning 1803). Han saligförklarades den 18 februari 1764 av påven Klemens XIII.
Av den omfattande litteraturen kring Kadłubek kan nämnas polska studier av Joachim Lelewel, Józef Maksymilian Ossoliński, August Bielowski, Aleksander Tyszyński, Stosław Łaguna och Stanisław Kętrzyński samt Alfred von Gutschmid, Kritik der polnischen Urgeschichte des Vincentius Kadlubek (i "Archiv für österreichische Geschichtsquellen", 1857), och Heinrich von Zeißberg, Vincentius Kadlubek, Bischof von Krakau (i "Archiv für österreichische Geschichte", 1870). 